# Respirator
Respirator je naprava, ki ščiti uporabnika pred vdihavanjem škodljivih snovi, kot so prah, hlapi, pare in/ali plini. Poznamo različne tipe respiratorjev, ki jih uporabljajo v vojski, industriji ter širši javnosti. Segajo od nizkocenovnih, za enkratno uporabo (t. i. maska) do modelov z izmenljivim filtrirnim členom.  
V grobem ločimo dva tipa: t. i. filtrirajoči respirator, ki kontaminirani zrak prečisti prek filtra ter t. i. respirator z dovodom zraka, za katerega je značilen samostojen dovod svežega zraka. Pri obeh gre za eliminacijo oz. zmanjšanje količine vdihanih nevarnih delcev.

## Začetki
Zgodovina zaščitne respiratorne opreme sega že v 16. stoletje, ko je Leonardo da Vinci kot zaščito predlagal v vodi namočeno, fino tkano krpo, ki bi varovala mornarje proti strupenemu, praškastemu orožju, ki ga je takrat razvijal. Leta 1799 je Alexander von Humboldt razvil primitivni respirator, medtem ko je kot rudarski inženir služboval v Prusiji.
Praktično vsi začetki respiratorjev so bili dejansko vreče, ki si jo je uporabnik poveznil prek glave, zavezal okoli vratu ter imel odprtine skozi katere je lahko gledal. Nekatere so bile iz gume, druge iz tkanine obdelane z gumo ali pa obdelane s posebno impregnacijo. V večini primerov je uporabnik s seboj nosil posodo s stisnjenim zrakom, da je lahko dihal. Nekatere naprave so celo omogočale absorbcijo ogljikovega dioksida in tako zagotavljale ponovno vdihavanje istega zraka, spet druge so opremili s posebnimi ventili, ki so omogočali izdih uporabljenega zraka.
Prvi ameriški patent za filtrirajoči respirator je bil podeljen Lewis P. Haslettu leta 1848 za njegov 'Haslett's Lung Protector' (Hslettov ščitnik pljuč), ki je filtriral prašne delce preko enosmernega ventila in filtra narejenega iz vlažne volne ali podobnega poroznega materiala. Haslettu je sledila dolga vrsta patenov za filtrirajoče naprave. Vsebovali so patente z uporabo bombažnih vlaken kot flitrirnega medija, uporabo oglja in apnenca kot absorbenta strupenih hlapov, ter izboljšav pri zaščiti oči. 
Hutson Hurd je patentiral masko v obliki skodelice četa 1879, ki je doživela široko rabo v industriji. Hurdovo podjetje H.S. Cover Company je obratovalo do leta 1970.
Izumitelji so razvijali filtrirajoče naprave tudi na tej strani Atlantika. John Stenhouse, Škotski kemik je raziskoval sposobnost oglja, da veže in zadrži velike količine plina. Ustvaril je enega prvih respiratorjev ki so bili sposobni odstraniti strupene pline,  kar je na široko odprlo vrata aktivnemu oglju ki je še danes najbolj razširjen filtrirni element v respiratorjih. 
Britanski fizik John Tyndall je leta 1871 nadgradil Stenhousovo masko, tako da je dodal filtrirni element iz bombažne vate nasičene z apno, glicerinom in ogljem ter tako izumil 'gasilski respirator,' ki je filtriral dim in pline. Tyndall je razstavil ta respirator na srečanju Royal Society v Londonu leta 1874. Istega leta (1874) je Samuel Barton patentiral napravo, ki je omogočala dihanje v prostoru zasičenim s strupenimi plini,hlapi in ostalimi nečistočami. Nemec Bernhard Loeb je patentiral nekaj izumov, ki 'očistijo slab oz. osiromašen zrak' in je med svoje stranke prištel tudi 'Brooklyn Fire Department'.

## Kemično vojskovanje
V prvi svetovni vojni je Nemčija v drugi bitki pri Yapresu prvič uporabila kemično orožje na zahodni fronti. 22. aprila je bilo v dolžini šestih kilometrov fronte spuščenih 168 ton klorovega plina. V desetih minutah je zaradi zadušitve umrlo približno 6000 vojakov. Kontakt s tem plinom povzroča zadušitev in slepoto. Ker je gostejši od zraka, se je spustil v jarke in s tem prisilil vojake, da so se dvignili.
Na koncu so Kanadske enote v rezervi, ki so bile umaknjene od direktnega napada, zadržale napad z uporabo krp, prepojenih z urinom kot primitivnim respiratorjem. Kanadski vojak je ugotovil, da amonijak v urinu reagira s klorom tako da ga nevtralizira ter da ga voda razgradi in tako omogoča vojakom dihanje v območju napada s plinom. To je prvi zabeleženi protikrep na kemični napad z uporabo respiratorjev.

## Moderni respiratorji
Vsi respiratorji imajo neke vrste masko, ki jo držijo na mestu trakovi oz. pasovi iz blaga ali podobnega materiala. 
Maska pokriva celoten ali samo spodnjo polovico obraza, vključujoč nos in usta. T.i. polovični respiratorji se lahko uporabljajo samo v okolju kjer polutanti niso strupeni za oči in ostali del obraza. Na primer, nekdo ki dela z razpršilno barvo lahko uporabi polovični respirator, medtem ko nekdo ki dela s klorom, nujno uporablja respirator, ki ščiti celotni obraz. Poznamo različne velikosti in oblike, ki se prilagodijo vsem obraznim tipom. Pravtako obstaja mnogo literature, ki natančno opredeljuje kateri tip respiratorja je primeren za katero nevarno situacijo.

### Filtrirajoči respiratorji
Filtrirajoči respiratorji se uporabljajo proti delcem (kot so dim ali hlapi), plinom in hlapom kateri so na atmosferski ravni in ne ogrožajo neposredno zdravja, življenja ljudi. 
Filtrirajoče respiratorje delimo na: 
- podtlačni respiratorji, uporabljajo mehanske filtre in kemične vmesnike
- nadtlačni kot so rfespiratorji z lastnim napajanjem - powered air-purifying respirators (PAPRs)
- respiratorji za umik ali zaščito kot so t. i. Air-Purifying Escape Respirators (APER) za uporabo širokih množic v primeru kemičnega, biološkega, radiološkega in jedrskega (terorističnega) napada.

Različne variante respiratorjev tega tipa se uporabljajo v različnih nevarnih situacijah. Vse uporabljajo filter, ki pasivno filtrira vdihani zrak. Tipični primer te vrste respiratorja je naglavni respirator za enkratno uporabo, ki je namenjen umiku iz gorečega poslopja ter filtrirna maska. Slednja je tipičen primer enostavne, lahke, polovične maske, ki uporablja tri mehanske sklope za odstranitev delcev v zraku (podrobnejši opis spodaj). Najpogostejša je bela, t. i. N95 maska za enkratno uporabo. Le to po uporabi v kontaminiranem območju enostavno zavržemo. Filtrirne maske poznamo tudi v različici z zamenljivim filtrirnim členom. Po navadi ima takšna maska dva filtrirna člena, z dvema vgrajenima ventiloma, kjer en služi za udih drugi pa za izdih.

#### Respiratorji z mehanskim filtrom
Respiratorji tega tipa zadržijo trde delce, kadar teče skoznje kontaminiran zrak. To metodo so koristili že prvi izumitelji, kot sta Haslett in Tyndall. Tudi danes se za filter uporablja volna, skupaj z ostalimi materiali kot so plastika, steklo, celuloza ali pa kombinacija dveh ali več naštetih materialov. Ker filtra ni možno očistiti ali ponovno uporabiti in je s tem omejena življenjska doba, sta cena in uporabnost(praktičnost) ključna faktorja pri izbiri respiratorja.
Mehanski filtri odstranijo polutante iz zraka na naslednje načine: 
1. tako da delci sledijo zračnemu toku skozi filter in se ujamejo v vlakna filtrinega elemeta; temu postopku pravimo prestrezanje;
2. tako da večji delci niso zmožni slediti zavitim konturam (v samem filtru) zračnega toka, kar jih prisili k usidranju med vlakni, temu pravimo impaktacija; le ta se veča z manjšanjem razmaka med vlakni in večanjem hitrosti zračneha toka;
3. z ojačanjem mehanizma difuzije, ki je rezultat trkov med molekulami plina in najmanjšimi delci polutanta, še posebej tistimi, manjšimi od premera 100 nm, kateri so ovirani in upočasnjeni na poti skozi filter; ta efekt je podoben t. i. Brownian gibanju, ki poveča verjetnost ustavitve delcev na njihovi poti skozi filter s prej navedenima mehanizmoma (točka 1 in 2);
4. z uporabo posebnih smol, voskov in plastičnih premazov na filtrirnem členu, z namenom elektrostatičnega privlaka delcev, ki jih obdrži na površini filtrinega elementa;
5. z uporabo gravitacije, ki dovoljuje delcem da se usedejo v material filtra (ta učinek je po navadi zanemarljiv); in
6. z uporabo samih delcev, ki delujejo na ostale prihajajoče delce kot filtrirni element med smaim procesom filtracije.

Z upoštevanjem delcev ki jih nosi zračni tok je prevladujoči premer delcev pri difuziji pod 0.1 µm. Velikost delcev pri impaktaciji in prestrezanju je pri premeru nad 0.4 µm. Pri vmesni velikosti blizu 0.3 µm je večina prodirajočih delcev odstranjena z difuzijo in prestrezanjem. 
Za največjo učinkovitost odstranjevanja delcev in zmanjšanje upora pri pretoku zraka skozi filter, so filtri narejeni tako, da zmanjšajo hitrost zračnega pretoka na čim nižjo možno. To doežejo z manipuliranjem naklona in oblike filtra, za zagotovitev velike površine.  
Velik korak naprej v razvoju mehanskih filtrov je prinesla tehnologija HEPA filtra, ki so ga razvili pri projektu Manhattan, za zaščito pred radioaktivnimi delci. HEPA filter lahk odstrani do 99.97% vseh delcev v zraku s premerom 0.3 mikrometra ali več.
Ameriški standard NIOSH definira naslednje kategorije filtrov trdih delcev:
| Odpornost na olja           | Klasifikacija | Opis                                |
| --------------------------- | ------------- | ----------------------------------- |
| Ni odporen na olja          | N95           | Filtrira vsaj 95% delcev v zraku    |
| Ni odporen na olja          | N99           | Filtrira vsaj 99% delcev v zraku    |
| Ni odporen na olja          | N100          | Filtrira vsaj 99.97% delcev v zraku |
| Tolerira olja               | R95           | Filtrira vsaj 95% delcev v zraku    |
| Tolerira olja               | R99*          | Filtrira vsaj 99% delcev v zraku    |
| Tolerira olja               | R100*         | Filtrira vsaj 99.97% delcev v zraku |
| Odporen na olja             | P95           | Filtrira vsaj 95% delcev v zraku    |
| Odporen na olja             | P99*          | Filtrira vsaj 99% delcev v zraku    |
| Odporen na olja             | P100          | Filtrira vsaj 99.97% delcev v zraku |
| *Ni odobren s strani NIOSH. |               |                                     |

Evropski standard EN 143 definira naslednje kategorije filtrov trdih delcev za pritrditev na masko:
| Kategorija | Meja penetracije filtra (pri 95 L/min zračnem toku) |
| ---------- | --------------------------------------------------- |
| P1         | Filtrira vsaj 80% delcev v zraku                    |
| P2         | Filtrira vsaj 94% delcev v zraku                    |
| P3         | Filtrira vsaj 99.95% delcev v zraku                 |

Evropski standard EN 149 definira naslednje kategorije »polovičnih filtrirnih mask«, to so respiratorji, ki so popolnoma ali po večini narejeni iz filtrirnega materiala:
| Kategorija | Meja penetracije filtra (pri 95 L/min zračnem toku) | Prepustnost |
| ---------- | --------------------------------------------------- | ----------- |
| FFP1       | Filtrira vsaj 80% delcev v zraku                    | <22%        |
| FFP2       | Filtrira vsaj 94% delcev v zraku                    | <8%         |
| FFP3       | Filtrira vsaj 99% delcev v zraku                    | <2%         |

Oba Evropska standarda testirata prepustnost s suhim natrijevim kloridom, kot tudi z aerosolom iz parafinskega olja, po 24 urnem skladiščenju filtra pri temperaturi 70 °C in nato še pri temperaturi -30 °C. 
Standard vključuje tudi test mehanske vzdržljivosti, dihalne odpornosti in test mašenja. EN 149 vključuje tudi test prepustnosti med masko in obrazom (kjer pri osmih od desetih testiranjih na ljudeh ne sme priti do prekoračitve zgoraj navedenih prepustnih vrednosti).

#### Respiratorji s kemičnim vložkom
Ti respiratorji uporabljajo vložek za odstranitev plinov, hlapljivih organskih spojin, ter ostalih hlapov (ki so posledica dihanja) z adsorpcijo, absorpcijo ali kemosorbcijo. Tipični vložek za odstranjevanje organskih spojin je kovinska ali plastična posoda z 25 do 40 gramov sorbcijskega medija kot na primer aktivno oglje ali določene smole. Življenjska doba vložka varira v odvisnosti od teže ogljika, molekularne teže hlapov, koncentracije hlapov v zraku, relativne vlažnosti v zraku ter od frekvence dihanja uporabnika. Ko vložek filtra postane saturiran ali nasičenost s polutanti postane prevelika tako da je oviran pretok zraka, ga je treba zamenjati.

#### Respirator z dovodom očiščenega zraka
Namen takega respiratorja je odstranitev zadostne količine polutantov in nato dovesti tak očiščen zrak uporabniku. Obstajajo različni tipi za različna okolja. Sestavljen je iz ventilatorja, ki potiska zrak skozi več filtrov, da lahko uporabnik diha. Ventilator in filter lahko nosi sam uporabnik, ali pa sta montirana posebej in je očiščen zrak dovajan uporabniku preko cevi. 
Tip filtra je izbran glede na polutante, ki jih je potrebno odstraniti. Nekateri respiratoji so narejeni tako, da odstranjujejo fine delce, kot je recimo prah. V kombinaciji z ustreznimi filtri so primerni za delo s hlapnimi organskimi spojinami, kot so tiste ki jih oporabljajo v mnogih razpršilnih barvah. Hkrati filtri, ki so primerni za hlapljive substance menjajo filtrirni element bolj pogosto kot tisti z mehanskim filtrom. Poleg tega, je nekaj zmede tudi na terminološkem področju. Nekatere literature in uporabniki se poslužujejo termina za določeno filtrirno enoto kot protiprašna maska ali filter in nato uporabljajo termin respirator za enote, ki filtrirajo organska topila.

### Samostojni dihalni aparat/naprava
Sestavljen je iz treh delov: jeklenka pod pritiskom (npr. 2200 psi do 4500 psi), regulator pritiska ter nastavek za vdihavanje (ustnik, maska), vse skupaj montirano na prenosno ohišje. Ločimo dva tipa:  
Odprti industrijski dihalni aparati, so napolnjeni s filtriranim, kompresiranim zrakom (zrak ki ga običajno dihamo). Kompresirani zrak potuje skozi regulator, se vdihava in nato izdiha iz sistema, kar hitro zmanjša zalogo zraka v jeklenki. Večina modernih SDA-jev je odprtega tipa. Sestavljajo jih "polna" obrazna maska, regulator, jeklenka, merilnik pritiska v jeklenki in pasovi za nošenje na hrbtu. Jeklenke so narejene iz aluminija, jekla ali kompozitnih materialov (po navadi steklena vlakna v kombinaciji z aluminijem). Običajno je dihalni aparat "nadtlačnega" tipa, ki s konstantnim dotokom zraka preprečuje vdor strupenih plinov ali dima v masko. Niso vsi dihalni aparati nadtlačnega tipa. Ostali dovajajo zrak glede na zaznane vdihe uporabnika. Gasilske enote ter tisti ki delajo v strupenih okoljih, moraji uporabljati nadtlačne dihalne naprave. 
Zaprti dihalni aparati dovajajo in reciklirajo izdihani zrak uporabnika. Uporablja se ga pri dolgotrajnih reševalnih akcijah, dolgih predorih ali preozkih prehodih, kjer uporaba večjega "odprtega" dihalnega aparata ni možna.